# Heinrich Kreutz
Heinrich Carl Friedrich Kreutz (n. 8 septembrie 1854 la Siegen, în Renania de Nord-Westfalia - d. 13 iulie 1907, la Kiel) a fost un astronom german.

## Biografie
Heinrich Kreutz și-a obținut PhD la Universitatea din Bonn în 1880, pentrul studiul orbitei cometei C/1861 J1. În 1882, el s-a instalat la Kiel, lucrând la observator și la universitate. În 1896, a devenit editor al Astronomische Nachrichten, revistă astronomică majoră a epocii, post pe care l-a ocupat până la moartea sa, care a survenit în 1907. 
Heinrich Kreutz este cunoscut mai cu seamă pentru studiile sale asupra orbitelor mai multor comete razante, care au scos în evidență că aceste comete sunt înrudite, formate dintr-o foarte mare cometă razantă care s-a fragmentat cu mai multe sute de ani înainte. Acest grup de comete este cunoscut acum sub denumirea de Grupul lui Kreutz, și a produs unele dintre cele mai strălucitoare comete observate vreodată.
Tot în cinstea sa, un asteroid a primit numele său: 3635 Kreutz.